# Corvina veronese

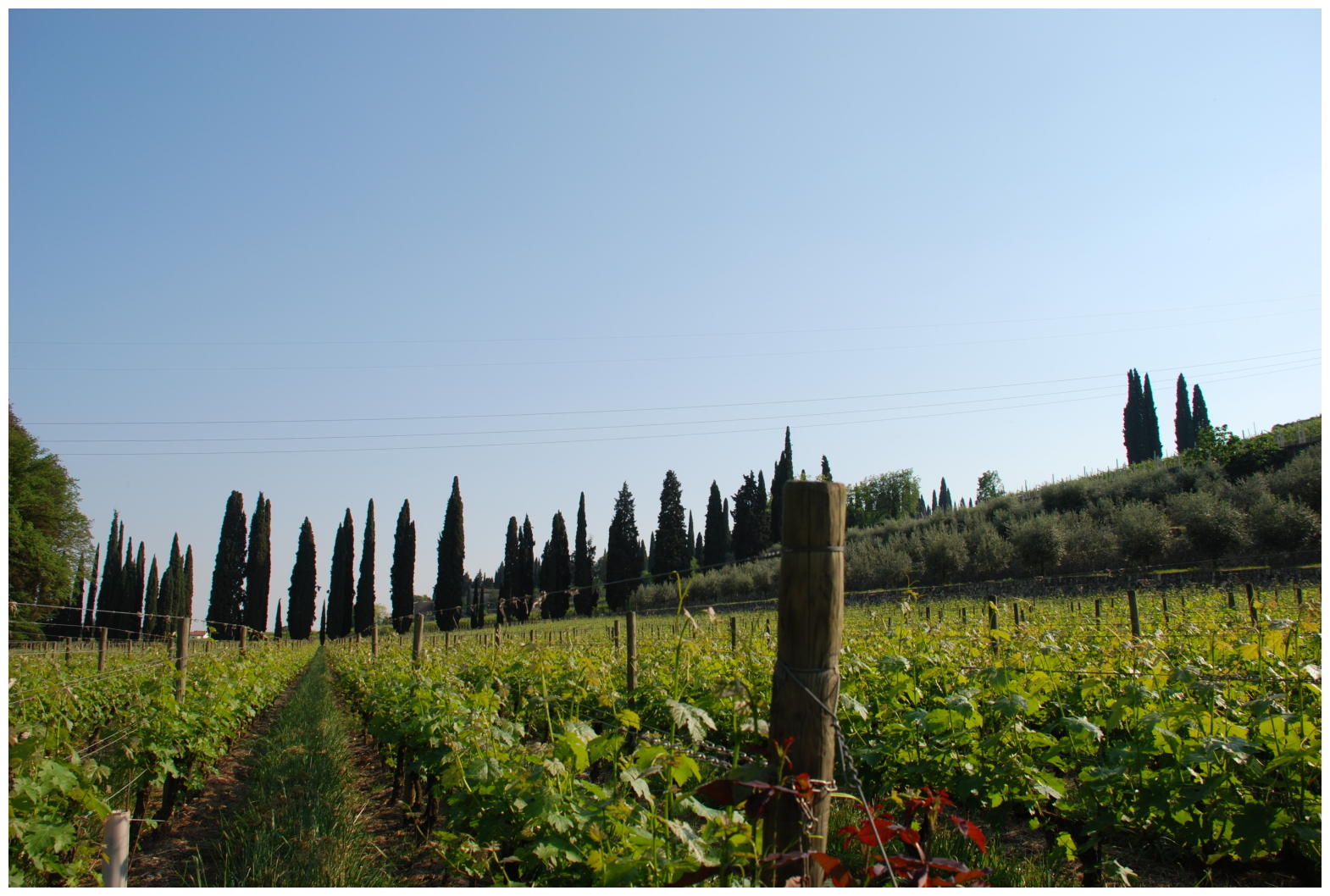
Winnice w regionie Valpolicella, centrum uprawy corviny

Corvina veronese, corvina – czerwona odmiana winorośli, pochodząca z Włoch i uprawiana tam jedynie w prowincji Werona. Podstawowy składnik m.in. win amarone i bardolino.

## Charakterystyka
Prawdopodobnie pochodzi z regionu Valpolicella, gdzie była wzmiankowana w 1818. Nazwa może pochodzić zarówno od kruka (corvo), jak i od lokalnego cruina, co znaczy niedojrzały.
Corvina późno wypuszcza pąki i dość późno dojrzewa. Grona są duże, ale jagody są dość małe, o grubej skórce. Odmiana jest wrażliwa na mączniaka rzekomego i źle znosi suszę. Spośród odmian w tradycyjnym regionie uprawy jest najbardziej podatna na szlachetną pleśń Botrytis cinerea.

## Wina
Wina z odmiany corvina są dość lekkie, o wiśniowo-owocowym smaku i rubinowoczerwonym kolorze.
Wina z winogron porażonych pleśnią Botrytis są dzięki obsuszeniu pełniejsze, ale tracą barwniki i w konsekwencji kolor jest mniej intensywny.
Corvina jest składnikiem win z apelacji DOC i DOCG: Bardolino DOC i Bardolino Superiore DOCG (na południowo-wschodnim brzegu jeziora Garda, 35-65%), Garda Corvina DOC (min. 85%) i Valpolicella DOC (40-80%). Corvinę często miesza się ze szczepem rondinella, a także odmianami molinara i negrara veronese.

## Rozpowszechnienie
W 1990 we Włoszech zarejestrowano 4484 ha winnic obsadzonych corviną. W 2000 roku obszar ten wynosił 4867 ha.
Pojedyncze uprawy są spotykane poza Włochami w innych częściach świata, np. w Nowej Zelandii, w regionie Vino Alto, u pojedynczego producenta w Nowej Południowej Walii i w Tupungato w Argentynie.

## Synonimy
Oprócz wariantów nazwy corvina szczep jest znany także jako corgnola, corniola, croetta, crovina, cruina, curvinessa, martinenga i sgorbera. Corva i corvinone są odrębnymi odmianami.